# Cornelius Keller
Cornelius Keller (* 16. August 1931 in Donaueschingen; † 23. Mai 1994 in Karlsruhe) war ein deutscher Chemiker, der sich mit Kernchemie (Radiochemie) und Metallurgie radioaktiver Elemente, Festkörperchemie und Komplexchemie befasste.
Keller studierte Chemie an der Technischen Hochschule Karlsruhe mit der Promotion in Anorganischer Chemie 1957. Ab 1959 war er im Kernforschungszentrum Karlsruhe (KfK).  Nach der Habilitation 1964 wurde er 1970 Professor für Radiochemie in Karlsruhe. 1975 wurde er Leiter der Schule für Kerntechnik am Kernforschungszentrum Karlsruhe und Direktor am Kernforschungszentrum.

## Transurane
Keller schrieb ein Lehrbuch über Kernchemie (Transurane), mit dem Titel The Chemistry of the Transuranium Elements (1972), das auch ins Japanische übersetzt wurde. Das Buch aus der Serie Kernchemie in Einzeldarstellungen knüpft an das klassische Werk von Seaborg und Katz (1954) an. 
Als Nachfolger dessen gilt wiederum das Werk von Morss et al. Transuranium Elements: A Half Century (1992) und folglich die aktuelle Standardreferenz, ebenfalls von Morss et al., The Chemistry of the Actinide and Transactinide Elements (2011).

## Schriften
- Die Chemie des Neptuniums, in: Fortschr. chem. Forsch., 1969/70, 13/1, S. 1–124 (doi:10.1007/BFb0051170).
- Grundlagen der Radiochemie, Salle, Frankfurt 1998.
- Die künstlichen Elemente, in: Chemie in unserer Zeit, Band 1, Heft 6, 1967, S. 167–177 (doi:10.1002/ciuz.19670010602).
- Cornelius Keller: The Chemistry of the Transuranium Elements. Verlag Chemie, Weinheim 1971, ISBN 3-527-25389-0 (englisch).
- Transurane, Teil 1,2, Chemie in unserer Zeit, Band 6, 1972, 37–43 (doi:10.1002/ciuz.19720060202), 75–82 (doi:10.1002/ciuz.19720060303).
- Cornelius Keller: Die Geschichte der Radioaktivitaet: unter besonderer Berücksichtigung der Transurane (= Bücher der Zeitschrift Naturwissenschaftliche Rundschau). Wiss. Verlagsges, Stuttgart 1982, ISBN 978-3-8047-0654-5.